# Infertilidade masculina
Infertilidade masculina refere-se a incapacidade do homem de provocar gravidez em uma fêmea fértil. O diagnóstico é considerado após um ano de sexo regular sem proteção. Cerca de 15% dos casais tentam engravidar, mas não conseguem por pelo menos um ano. Nos humanos, cerca de 40% dos casais com problemas de infertilidade são por causa exclusivamente masculina, 20% por ambos e em 10% a causa não foi determinada. A infertilidade afeta cerca de 7% de todos os homens. A infertilidade masculina é comumente devido a baixa qualidade ou volume do sêmen.

## Causas
Fatores relacionados com a infertilidade masculina incluem:

### Infertilidade autoimune
Anticorpos anti-espermatozoides (ACAE) é estimado como a causa de infertilidade em cerca de 10-30% dos casais inférteis. ASA de produção são dirigidos contra antigénios de superfície no esperma, o que pode interferir com a mobilidade do esperma e de transporte através do trato reprodutivo feminino, inibindo o processo de capacitação e acrosome reação, prejudicada a fertilização, influência sobre o processo de implantação, e atraso no crescimento e desenvolvimento do embrião. Fatores de risco para a formação de antisperm anticorpos em homens incluem o colapso do sangue do testículo barreira, trauma e cirurgia, orquite, varicocele, infecções, problemas de próstata, câncer de testículo, falha de imunossupressão e desprotegido receptiva anal ou sexo oral com homens.

### Varicocele
Varicocele, é uma condição em que as veias do testículo não drenam adequadamente.
Afeta, em algum momento da vida, 15% dos homens normais e em cerca de 40% dos homens inférteis. Pode melhorar mesmo sem tratamento.
Está presente em até 35% dos casos de infertilidade masculina primária e 69-81% de infertilidade secundária.

### Causas pré-testiculares
Fatores pré-testiculares referem-se às condições que impedem o adequado estímulo aos testículos, e incluem problemas hormonais ou de saúde em geral, incluindo:
- Hipogonadismo devido a várias causas
  - Obesidade aumenta o risco de hipogonadismo hipogonadotrófico.[7] Causa insensibilidade a leptina no hipotálamo, levando à diminuição da Kiss1 expressão, que, por sua vez, altera-se a liberação do hormônio liberador de gonadotropina (GnRH).
- Se não foi diagnosticada e tratada, a doença celíaca pode causar infertilidade. Celiaquia pode causar diversos outros sintomas gastrointestinais, que envolvem praticamente qualquer órgão do sistema, mesmo na ausência de sintomas gastrointestinais. Assim, o diagnóstico pode ser desperdiçada, levando a um risco de complicações a longo prazo.[8] Em homens, CD pode reduzir o sêmen de qualidade e causar imaturos de características sexuais secundárias, hipogonadismo e hyperprolactinaemia, o que faz com que a impotência e perda de libido.[9] A doação de dieta sem glúten e correção de deficiente dietética de elementos pode levar a um retorno da fertilidade. é provável que uma avaliação eficaz para a infertilidade seria melhor incluir a avaliação subjacente a doença celíaca, tanto em homens e mulheres.[10]
- Drogas como álcool e tabaco
- Andar de bicicleta, de moto ou cavalgar frequentemente[11]
- Medicamentos que afetam a espermatogênese, tais como quimioterapia, esteroides anabolizantes, cimetidina, espironolactona; ou aqueles que diminuem os níveis de FSH, tais como a fenitoína; ou os que diminuem a motilidade dos espermatozoides, como a sulfassalazina e nitrofurantoína.
- Anormalidades genéticas, como uma Translocação Robertsoniana
- Oligospermia idiopática: insuficiente produção de esperma por causa desconhecida respondem por 30% das causas de infertilidade masculina.[12]

### Causas testiculares
Outras causas de infertilidade incluem:
- Idade: a qualidade, volume e mobilidade do esperma reduz com a idade avançada.
- Estresse frequente: reduz a qualidade do esperma
- Defeitos genéticos no cromossomo Y
- Anormalidade cromossômica
  - Síndrome de Klinefelter
  - Síndrome de Kallmann
- Centríolo[13]
- Neoplasia, e.g. seminoma
- Idiopática (causa desconhecida)
- Criptorquidismo
- Trauma
- Hidrocele
- Caxumba[14]
- Malária
- Câncer de testículo
- Defeitos no gene USP26 em alguns casos[15]
- Defeito Acrosomal que afetam a penetração no óvulo.

#### Tabagismo
Há evidências crescentes de que o consumo de tabaco pode danificar os testículos e matar o esperma, mas a causa desse efeito sobre a fertilidade masculina não é clara. Alguns governos exigem que os fabricantes a coloquem avisos nos pacotes de cigarro. Fumar tabaco aumenta a ingestão de cádmio, porque a planta do tabaco absorve esse metal. Cádmio, sendo quimicamente semelhante ao zinco, pode substituir o zinco no DNA polimerase, que desempenha um papel crítico na produção de esperma. Zinco substituído por cádmio no DNA polimerase pode ser particularmente prejudicial para os testículos.

#### Danos ao DNA
Variantes comuns dos genes que codificam as enzimas de reparação do DNA  estão associados com aumento do risco de dano no DNA do esperma e infertilidade masculina. Com a idade há um declínio na qualidade do sêmen e esse declínio parece ser devido a danos no DNA. O dano se manifesta por fragmentação do DNA e pelo aumento da suscetibilidade a desnaturação após a exposição ao calor ou ácido, fatores característicos da apoptose de células somáticas. Estes resultados sugerem que o dano ao DNA é um fator importante na infertilidade masculina.

#### Epigenéticos
Uma quantidade crescente de evidências recentes relatam que a anormal metilação do DNA dos espermatozoides causa anormalidade no sêmen e infertilidade masculina.

### Causas pós-testiculares
Se o problema não está no esperma nem no testículo, pode ser:
- Obstrução do canal deferente ou da uretra, por um tumor, cisto ou cicatriz
- Ausência de canal deferente, freqüentemente relacionados a fibrose cística
- Infecção genital como prostatite, orquite, uretrite ou epididimite
- Ejaculação retrógrada, quando o esperma volta para a bexiga
- Má formação da uretra como hipospadia ou epispadia
- Impotência orgânica ou psicológica

## Diagnóstico

Tipos de teratospermia (em inglês).

Quando a causa é masculina a maior parte dos problemas está relacionado a qualidade ou volume do esperma. O exame de esperma ao microscópio pode ter os seguintes resultados:
- Oligospermia ou Oligozoospermia - menos de 40 milhões de espermatozoides por ejaculação
- Aspermia - ausência completa de sêmen
- Hipospermia - volume seminal reduzido
- Azoospermia - ausência de espermatozóides no sêmen
- Teratospermia - aumento de espermatozóides com morfologia anormal
- Astenozoospermia - redução da motilidade dos espermatozóides
- Necrozoospermia - todos espermatozóides ejaculados estão mortos
- Leucospermia - um alto nível de glóbulos brancos no sêmen
- Normozoospermia - esperma normal. Significa que a causa da infertilidade não é no esperma.

## Prevenção
Enquanto quiser ter filhos se recomenda:
- Não fumar
- Reduzir o consumo de álcool
- Evitar drogas ilícitas
- Mantenha um peso saudável
- Tenha uma dieta rica em frutas, legumes e folhas
- Evite fontes de calor prolongado aos testículos
- Reduzir o estresse
- Não cavalgar ou andar de bicicleta por mais de uma hora por dia
- Se proteja contra exposição a pesticidas, metais pesados e outras toxinas